# Solanum stipulatum
Solanum stipulatum är en potatisväxtart som beskrevs av Vell. Solanum stipulatum ingår i släktet skattor som ingår i familjen potatisväxter. Inga underarter finns listade i Catalogue of Life.